# Санисанский сапотекский язык
Санисанский сапотекский язык (Papabuco, Santa María Zaniza Zapotec, Western Sola de Vega Zapotec, Zaniza Zapotec, Zapoteco de Santa María Zaniza) — сапотекский язык, на котором говорят в городах Буэнависта, Санта-Мария-Саниса, Сантьяго-Теститлан, Сантьяго-Хочильтепек и Эль-Фрихоль запада штата Оахака в Мексике.